# Musikjahr 1994
Liste der Musikjahre

◄◄ | ◄ | 1990 | 1991 | 1992 | 1993 | Musikjahr 1994 | 1995 | 1996 | 1997 | 1998 | ► | ►►

Weitere Ereignisse · Country-Musik
Dieser Artikel behandelt das Musikjahr 1994.

## Ereignisse

### Populäre Musik und Jazz
- 28. Januar: Die Punkrockband Green Day veröffentlicht das Album Dookie. Pop-Punk rückt damit teils in den Mainstream.
- 09. Februar: Die britische Synthie-Pop-/Synth-Rock-Band Depeche Mode startet in Johannesburg ihre Exotic Tour/Summer Tour ’94. Die Tournee endet nach 61 Konzerten am 8. Juli 1994 in Noblesville.
- 20. Februar: John Zorn spielt die ersten Alben mit seinem Masada-Quartett ein.
- 01. März: Nirvana geben im Terminal 1 des ehemaligen Flughafens München-Riem ihr letztes Konzert vor Kurt Cobains Tod.
- 04. März: In London veranstalten Bob Herbert und dessen Sohn Chris, die zuvor mit der Boygroup Bros erfolgreich waren, ein Casting im Dance Works Studio an der Londoner Oxford Street, aus der eine fünfköpfige Girlgroup als Gegenreaktion auf die Dominanz der Boygroups in den internationalen Charts hervorgeht. Die Gruppe, ursprünglich bestehend aus Geri Halliwell, Victoria Adams (später Beckham), Lianne Morgan, Melanie Brown und Michelle Stephenson heißt zunächst Touch, benennt sich jedoch nach Umbesetzungen (Morgan wird durch Melanie Chisholm ersetzt, für Stephenson rückt Emma Bunton nach) in Spice Girls um.
- 08. März: Die US-amerikanische Band Soundgarden veröffentlicht das Album Superunknown, eines der erfolgreichsten Alben des Grunge.
- 30. März: Die britische Rockband Pink Floyd beginnen in Miami Gardens ihre The Division Bell Tour.
- 01. April: Der britische Sänger und Schlagzeuger Phil Collins startet in Utrecht seine Both Sides of the World Tour.
- 05. April: Kurt Cobain begeht Suizid. Seine Band Nirvana löst sich in der Folge nach dem Tod ihres Sängers und Gitarristen auf.
- 30. April: Paul Harrington und Charlie McGettigan gewinnen in Dublin mit dem Lied Rock’n’Roll Kids für Irland die 39. Auflage des Eurovision Song Contest.
- 06. Mai: Aus Anlass des zwanzigjährigen Bestehens der Union Deutscher Jazzmusiker stiftete die GEMA-Stiftung den mit 20.000 Mark dotierten Albert-Mangelsdorff-Preis, dessen erster Preisträger Alexander von Schlippenbach wird.
- 18. Juni: Die britische Progressive-Rock-Band Yes startet in Binghamton ihre Talk Tour.
- 28. Juli: In Hostomice pod Brdy beginnt das erste CzechTek-Festival vor rund 300 Besuchern und Besucherinnen. Das Freetekno-Festival wird bis 2006 jährlich am letzten Wochenende im Juli an unterschiedlichen Orten in Tschechien durchgeführt.
- 12.–14. August: In Saugerties, New York, findet das Festival Woodstock II statt, das von etwa 350.000 Menschen besucht wird.
- 26. August: Die irische Band The Kelly Family veröffentlicht das Album Over the Hump und erreicht damit den Durchbruch, vor allem auch im deutschsprachigen Raum.
- 29. August: Die britische Band Oasis veröffentlicht ihr Debütalbum Definitely Maybe, das zum Aufstieg des Britpop beiträgt.
- 03., 4., 6. und 7. September: Mit vier ausverkauften Konzerten (gleichbedeutend mit insgesamt 240.000 Zuschauern) im Niedersachsenstadion in Hannover verzeichnet Phil Collins einen neuen Besucherrekord.
- 31. Oktober: Posthum erscheint ein halbes Jahr nach Kurt Cobains Tod der bereits am 18. November 1993 für MTV Unplugged aufgezeichnete Auftritt als Live-Album unter dem Titel MTV Unplugged in New York.
- 24. November: Die MTV Europe Music Awards finden am Brandenburger Tor in Berlin zum ersten Mal statt.
- 22. Dezember: Der Song Self Esteem der US-amerikanischen Punkband The Offspring wird veröffentlicht und verhilft der Band in Europa zum kommerziellen Durchbruch.
- In den Musikcharts vieler Länder dominieren Eurodance-Künstler wie Ace of Base.

### Klassische Musik
- 01. Januar: Das historische Opernhaus Gran Teatre del Liceu in Barcelona wird durch einen Brand zerstört.
- 01. Januar: Das diesjährige Neujahrskonzert der Wiener Philharmoniker wird erstmals seit 1986 wieder von Lorin Maazel dirigiert.
- 12. Januar: Die Hochschule für Musik und Theater Rostock wird gegründet, als Nachfolgeinstitution der 1947 gegründeten Hochschule für Musik, Theater und Tanz in Rostock.
- 04. Juni: Uraufführung der Oper La Belle et la Bête von Philip Glass
- Morten Lauridsen – O Magnum Mysterium (Motette für A-cappella-Chor)

### Film
- A Great Day in Harlem – US-amerikanischer Dokumentarfilm von Regisseurin Jean Bach
- Blues Highway – US-amerikanischer Dokumentar-Kurzfilm von Vince DiPersio und Bill Guttentag

## Musikcharts

### Deutschland
| Singles                                       | Position | Alben                                        |
| --------------------------------------------- | -------- | -------------------------------------------- |
|                                               |          |                                              |
| Without You Mariah Carey                      | 1        | Music Box Mariah Carey                       |
| I Swear All-4-One                             | 2        | So Far So Good Bryan Adams                   |
| Streets of Philadelphia Bruce Springsteen     | 3        | The Division Bell Pink Floyd                 |
| Cotton Eye Joe Rednex                         | 4        | God Shuffled His Feet Crash Test Dummies     |
| Omen III Magic Affair                         | 5        | Both Sides Phil Collins                      |
| Somewhere over the Rainbow Marusha            | 6        | Get a Grip Aerosmith                         |
| Love Is All Around Wet Wet Wet                | 7        | Happy Nation Ace of Base                     |
| It’s Alright East 17                          | 8        | Bat Out of Hell II: Back into Hell Meat Loaf |
| All for Love Bryan Adams, Rod Stewart & Sting | 9        | Crash! Boom! Bang! Roxette                   |
| Everybody DJ BoBo                             | 10       | Seiltänzertraum Pur                          |

Die längsten Nummer-eins-Singles
Lieder, die die meiste Zeit während eines anderen Jahres auf Platz eins der Charts verbrachten, werden hier nicht aufgeführt.
1. All-4-One – I Swear (9 Wochen)
2. Rednex – Cotton Eye Joe (8 Wochen)
3. Prince Ital Joe & Marky Mark – United (5 Wochen)

Die längsten Nummer-eins-Alben
Alben, die die meiste Zeit während eines anderen Jahres auf Platz eins der Charts verbrachten, werden hier nicht aufgeführt.
1. Mariah Carey – Music Box (11 Wochen)
2. Bryan Adams – So Far So Good (9 Wochen)
3. Westernhagen – Affentheater (8 Wochen)

Alle Nummer-eins-Hits und die Hits des Jahres

### Österreich
| Singles                                       | Position | Alben                                           |
| --------------------------------------------- | -------- | ----------------------------------------------- |
|                                               |          |                                                 |
| Without You Mariah Carey                      | 1        | Music Box Mariah Carey                          |
| Love Is All Around Wet Wet Wet                | 2        | The Division Bell Pink Floyd                    |
| All for Love Bryan Adams, Rod Stewart & Sting | 3        | So Far, So Good Bryan Adams                     |
| Streets of Philadelphia Bruce Springsteen     | 4        | Philadelphia Soundtrack                         |
| I Swear All-4-One                             | 5        | Get a Grip Aerosmith                            |
| Eins, zwei, Polizei Mo-Do                     | 6        | Nockalm Gold Nockalm Quintett                   |
| Cotton Eye Joe Rednex                         | 7        | Omununtn Hubert von Goisern und die Alpinkatzen |
| U Got 2 Let the Music Cappella                | 8        | God Shuffled His Feet Crash Test Dummies        |
| The Sign Ace of Base                          | 9        | Crash! Boom! Bang! Roxette                      |
| 7 Seconds Youssou N’Dour & Neneh Cherry       | 10       | Brüder Rainhard Fendrich                        |

Die längsten Nummer-eins-Singles
Lieder, die die meiste Zeit während eines anderen Jahres auf Platz 1 der Charts verbrachten, werden hier nicht aufgeführt.
1. Bryan Adams, Rod Stewart & Sting – All for Love; Mariah Carey – Without You; All-4-One – I Swear (jeweils 8 Wochen)
2. Mo-Do – Eins, zwei, Polizei (7 Wochen)
3. Rednex – Cotton Eye Joe (5 Wochen)

Die längsten Nummer-eins-Alben
Alben, die die meiste Zeit während eines anderen Jahres auf Platz eins der Charts verbrachten, werden hier nicht aufgeführt.
1. Mariah Carey – Music Box (11 Wochen)
2. Bryan Adams – So Far So Good (7 Wochen)
3. Pink Floyd – The Division Bell; Carreras, Domingo, Pavarotti – The 3 Tenors in Concert 1994; Bon Jovi – Cross Road (jeweils 4 Wochen)

Alle Nummer-eins-Hits und die Hits des Jahres

### Schweiz
| Singles                                       | Position | Alben                                    |
| --------------------------------------------- | -------- | ---------------------------------------- |
|                                               |          |                                          |
| Without You Mariah Carey                      | 1        | Music Box Mariah Carey                   |
| 7 Seconds Youssou N’Dour & Neneh Cherry       | 2        | So Far So Good Bryan Adams               |
| I schänke dir mis Härz Züri West              | 3        | The Division Bell Pink Floyd             |
| I Swear All-4-One                             | 4        | Züri West                                |
| Love Is All Around Wet Wet Wet                | 5        | Get a Grip Aerosmith                     |
| Everybody DJ BoBo                             | 6        | Laura Laura Pausini                      |
| All for Love Bryan Adams, Rod Stewart & Sting | 7        | God Shuffled His Feet Crash Test Dummies |
| Return to Innocence Enigma                    | 8        | Crash! Boom! Bang! Roxette               |
| It’s Alright East 17                          | 9        | Happy Nation Ace of Base                 |
| The Rhythm of the Night Corona                | 10       | Both Sides Phil Collins                  |

Die längsten Nummer-eins-Singles
Lieder, die die meiste Zeit während eines anderen Jahres auf Platz 1 der Charts verbrachten, werden hier nicht aufgeführt.
1. All-4-One – I Swear (12 Wochen)
2. Mariah Carey – Without You (10 Wochen)
3. Bryan Adams, Rod Stewart & Sting – All for Love; Rednex – Cotton Eye Joe (jeweils 5 Wochen)

Die längsten Nummer-eins-Alben
Alben, die die meiste Zeit während eines anderen Jahres auf Platz eins der Charts verbrachten, werden hier nicht aufgeführt.
1. Züri West – Züri West (14 Wochen)
2. Bryan Adams – So Far So Good (7 Wochen)
3. Bon Jovi – Cross Road – The Best Of (6 Wochen)

Alle Nummer-eins-Hits und die Hits des Jahres

### Vereinigtes Königreich
| Singles                           | Position | Alben                                                                                     |
| --------------------------------- | -------- | ----------------------------------------------------------------------------------------- |
|                                   |          |                                                                                           |
| Love Is All Around Wet Wet Wet    | 1        | Cross Road – The Best Of Bon Jovi                                                         |
| Saturday Night Whigfield          | 2        | Carry On up the Charts - The Best Of The Beautiful South                                  |
| Baby Come Back Pato Banton        | 3        | Music Box Mariah Carey                                                                    |
| Stay Another Day East 17          | 4        | Always and Forever Eternal                                                                |
| I Swear All-4-One                 | 5        | End of Part One (Their Greatest Hits) Wet Wet Wet                                         |
| Without You Mariah Carey          | 6        | Monster R.E.M.                                                                            |
| Always Bon Jovi                   | 7        | The Division Bell Pink Floyd                                                              |
| Crazy for You Let Loose           | 8        | Parklife Blur                                                                             |
| Things Can Only Get Better D:Ream | 9        | Live at the BBC The Beatles                                                               |
| The Sign Ace of Base              | 10       | The Three Tenors in Concert 1994 The Three Tenors with Orchestra conducted by Zubin Mehta |

Die längsten Nummer-eins-Singles
Lieder, die die meiste Zeit während eines anderen Jahres auf Platz 1 der Charts verbrachten, werden hier nicht aufgeführt.
1. Wet Wet Wet – Love Is All Around (15 Wochen)
2. D:Ream – Things Can Only Get Better; Mariah Carey – Without You; Whigfield – Saturday Night; Pato Banton – Baby Come Back; East 17 – Stay Another Day (jeweils 4 Wochen)
3. Doop – Doop (3 Wochen)

Die längsten Nummer-eins-Alben
Alben, die die meiste Zeit während eines anderen Jahres auf Platz 1 der Charts verbrachten, werden hier nicht aufgeführt.
1. Mariah Carey – Music Box; Wet Wet Wet – End of Part One (Their Greatest Hits); Bon Jovi – Cross Road (jeweils 5 Wochen)
2. The Beautiful South – Carry On up the Charts – The Best Of; Pink Floyd – The Division Bell (jeweils 4 Wochen)
3. Chaka Demus & Pliers – Tease Me (3 Wochen)

Alle Nummer-eins-Hits und die Hits des Jahres

### Vereinigte Staaten
Die längsten Nummer-eins-Singles
Lieder, die die meiste Zeit während eines anderen Jahres auf Platz 1 der Charts verbrachten, werden hier nicht aufgeführt.
1. Boyz II Men – I’ll Make Love to You (14 Wochen)
2. All-4-One – I Swear (11 Wochen)
3. Ace of Base – The Sign (6 Wochen)

Die längsten Nummer-eins-Alben
Alben, die die meiste Zeit während eines anderen Jahres auf Platz eins der Charts verbrachten, werden hier nicht aufgeführt.
1. Elton John, Tim Rice & Hans Zimmer – The Lion King (Soundtrack) (9 Wochen)
2. Mariah Carey – Music Box (7 Wochen)
3. Pink Floyd – The Division Bell; Boyz II Men – II (jeweils 4 Wochen)

Alle Nummer-eins-Hits und die Hits des Jahres

### Charts in weiteren Ländern
Siehe auch: Nummer-eins-Hits 1994 in  Australien, Belgien, Dänemark, Deutschland, Finnland, Frankreich, Irland, Italien, Japan, Kanada, Neuseeland, den Niederlanden, Norwegen, Österreich, Schweden, der Schweiz, Spanien, Ungarn, den Vereinigten Staaten und im Vereinigten Königreich.

## Musikpreise und Ehrungen

### Musikwettbewerbe
Eurovision Song Contest
1. Paul Harrington & Charlie McGettigan: Rock ’n’ Roll Kids
2. Edyta Górniak: To nie ja!
3. Mekado: Wir geben ’ne Party
4. Friderika Bayer: Kinek mondjam el vétkeimet?
5. Chris & Moira: More than Love

## Gründungen und Auflösungen

### Gründungen
- Bell Book & Candle – deutsche Popband
- Dead Reckoning Records – unabhängiges US-amerikanisches Country-Musiklabel aus Nashville
- Empyrium – deutsche Band aus dem unterfränkischen Hendungen
- Face 2 fAKE – japanisches Musikproduzenten-Duo
- Limp Bizkit – US-amerikanische Nu-Metal-Band aus Jacksonville
- New Orleans Nightcrawlers – US-amerikanische Jazz- und Rootsband aus der Region New Orleans
- Orchestra Sinfonica Nazionale della RAI – italienisches Sinfonieorchester mit Sitz in Turin
- The Rasmus – finnische Alternative-Rock-Band
- Rammstein – Neue-Deutsche-Härte-Band aus Berlin
- Roton Music – unabhängiges rumänisches Musiklabel
- Unit:187 – kanadische Industrial-Rock- und Industrial-Dance-Band
- Vocalisti – Schweizer Männer-Oktett aus dem Oberwallis

### Auflösungen
- Coffin Break – Hardcore-Punk-Band aus Seattle, Washington
- Myrna Loy – deutsche Avantgarde-Pop-Band aus Bonn
- Pin-Occhio – italienisches Dance-Projekt
- Vitesse – niederländische Rockband aus Amsterdam

## Neuveröffentlichungen (Auswahl)

### Lieder und Kompositionen
| Lied                                 | Text                                                                      | Musik                                                                     | Erstinterpret                   | Label                                | Veröffentlichung  | Genre                              | Album                                       | Weitere Informationen |
| ------------------------------------ | ------------------------------------------------------------------------- | ------------------------------------------------------------------------- | ------------------------------- | ------------------------------------ | ----------------- | ---------------------------------- | ------------------------------------------- | --------------------- |
| 300 PS (Auto ...)                    | Thomas Spitzer                                                            | Thomas Spitzer                                                            | Erste Allgemeine Verunsicherung | EMI                                  | 27. Oktober 1994  | Austropop                          | Nie wieder Kunst (wie immer …)              |                       |
| Cinderella                           | Klaus Eberhartinger, Thomas Spitzer                                       | Klaus Eberhartinger, Thomas Spitzer                                       | Erste Allgemeine Verunsicherung | EMI                                  | 18. November 1994 | Austropop                          | Nie wieder Kunst (wie immer …)              |                       |
| Cornflake Girl                       | Tori Amos                                                                 | Tori Amos                                                                 | Tori Amos                       | East West Records                    | 10. Januar 1994   | Alternative, Pop                   | Under the Pink                              |                       |
| Cotton Eye Joe                       | Janne Ericsson, Øban, Pat Reiniz                                          | Janne Ericsson, Øban, Pat Reiniz                                          | Rednex                          | Jive Records, Zomba                  | 12. August 1994   | Country, Eurodance                 | Sex & Violins                               |                       |
| Crash! Boom! Bang!                   | Per Gessle                                                                | Per Gessle                                                                | Roxette                         | EMI Music                            | 8. April 1994     | Pop                                | Crash! Boom! Bang!                          |                       |
| Creep                                | Dallas Austin, Lisa Lopes                                                 | Dallas Austin, Lisa Lopes                                                 | TLC                             | LaFace Records, Arista Records       | 31. Oktober 1994  | Contemporary R&B                   | CrazySexyCool                               |                       |
| Here Comes the Hotstepper            | A. Konley, Salaam Remi, Fats Domino, Chris Kenner, Kenton Nix, Ini Kamoze | A. Konley, Salaam Remi, Fats Domino, Chris Kenner, Kenton Nix, Ini Kamoze | Ini Kamoze                      |                                      | 18. August 1994   | Hip-Hop, Reggae                    | Lyrical Gangsta                             |                       |
| Hey Süsser                           | Ralf Goldkind, Luci van Org                                               | Ralf Goldkind, Luci van Org                                               | Lucilectric                     | Sing Sing Records                    | 1994              | Pop                                | Mädchen                                     |                       |
| I’ll Make Love to You                | Babyface                                                                  | Babyface                                                                  | Boyz II Men                     |                                      | 26. Juli 1994     | Contemporary R&B                   | II                                          |                       |
| I’ll Remember                        | Madonna Ciccone, Patrick Leonard, Richard Page                            | Madonna Ciccone, Patrick Leonard, Richard Page                            | Madonna                         | Maverick Records                     | 8. März 1994      | Pop                                | With Honors (Music from the Motion Picture) |                       |
| I’ll Stand by You                    | Chrissie Hynde, Tom Kelly und Billy Steinberg                             | Chrissie Hynde, Tom Kelly und Billy Steinberg                             | The Pretenders                  |                                      | 11. April 1994    | Rock                               | Last of the Independents                    |                       |
| Look What Love Has Done              | Carole Bayer Sager, James Ingram, James Newton Howard, Patty Smyth        | Carole Bayer Sager, James Ingram, James Newton Howard, Patty Smyth        | Patty Smyth                     | MCA Records                          | November 1994     | Pop, Filmsong                      | Junior (Original Motion Picture Soundtrack) | Oscar-Nominierung     |
| Make Up Your Mind                    | Randy Newman                                                              | Randy Newman                                                              | Randy Newman                    | Reprise Records                      | 1994              | Pop, Filmsong                      | The Paper (Music From The Motion Picture)   |                       |
| Millennium                           | Bill Leeb, Rhys Fulber                                                    | Bill Leeb, Rhys Fulber                                                    | Front Line Assembly             | Roadrunner Records                   | 23. August 1994   | Industrial Rock / Industrial Metal | Millennium                                  |                       |
| On Bended Knee                       | James Harris III, Terry Lewis                                             | James Harris III, Terry Lewis                                             | Boyz II Men                     |                                      | 30. August 1994   | Contemporary R&B                   | II                                          |                       |
| Poison                               | Liam Howlett, Keith Palmer                                                | Liam Howlett, Keith Palmer                                                | The Prodigy                     | XL Recordings                        | 4. Juli 1994      | Breakbeat                          | Music for the Jilted Generation             |                       |
| Rica y apretadita                    | Edgardo Franco                                                            | Edgardo Franco                                                            | El General feat. Anayca         | BMG U.S. Latin                       | 1994              | Hip-Hop, Reggae                    |                                             |                       |
| Self Esteem                          | Dexter Holland                                                            | Thom Wilson                                                               | The Offspring                   | Epitaph Records                      | 22. Dezember 1994 | Punk-Rock                          | Smash                                       |                       |
| Sleeping in My Car                   | Per Gessle                                                                | Per Gessle                                                                | Roxette                         | EMI Music                            | 7. März 1994      | Pop                                | Crash! Boom! Bang!                          |                       |
| Stay (I Missed You)                  | Lisa Loeb                                                                 | Lisa Loeb                                                                 | Lisa Loeb & Nine Stories        |                                      | Mai 1994          | Pop                                | Reality Bites O.S.T.                        |                       |
| Sweet Dreams (Ola Ola E)             | Melanie Thornton, Gerd Amir Saraf, Robert Haynes, Mehmet Sönmez           | Melanie Thornton, Gerd Amir Saraf, Robert Haynes, Mehmet Sönmez           | La Bouche                       |                                      | 12. März 1994     | Eurodance, Pop                     | Sweet Dreams                                |                       |
| Take a Bow                           | Kenneth Edmonds, Madonna                                                  | Kenneth Edmonds, Madonna                                                  | Madonna                         | Maverick, Sire Records, Warner Bros. | 25. Oktober 1994  | Contemporary R&B, Pop, Soul        | Bedtime Stories                             |                       |
| The Ar                               | Johnny Hagel, Waldemar Sorychta                                           | Johnny Hagel, Waldemar Sorychta                                           | Tiamat                          | Century Media                        | 1. September 1994 | Gothic Metal                       | Wildhoney                                   |                       |
| The Most Beautiful Girl in the World | Prince                                                                    | Prince                                                                    | Prince                          | NPG Records                          | 9. Februar 1994   | Popmusik                           | The Gold Experience                         |                       |
| The Swan Song                        | Alon Moradi                                                               | Micha Yossef                                                              | Substance for God               | Brand New Entertainment              | 1994              | Gothic Metal                       | Assembly of Flowers                         |                       |
| Victim of Love                       | Mark „GODkrist“ Hofmann                                                   | Mark „GODkrist“ Hofmann                                                   | Engelsstaub                     | Apollyon                             | 1994              | Neofolk, Neoklassik                | Ignis Fatuus: Irrlichter                    |                       |
| Whatever that Hurts                  | Johan Edlund                                                              | Johan Edlund                                                              | Tiamat                          | Century Media                        | 1. September 1994 | Gothic Metal                       | Wildhoney                                   |                       |
| Willenlos                            | Marius Müller-Westernhagen                                                | Marius Müller-Westernhagen                                                | Marius Müller-Westernhagen      | Warner Bros. Records                 | 30. August 1994   | Deutschrock                        | Affentheater                                |                       |

### Alben
| Album                                             | Interpret                                                               | Label                          | Veröffentlichung   | Genre                                   | Weitere Informationen         |
| ------------------------------------------------- | ----------------------------------------------------------------------- | ------------------------------ | ------------------ | --------------------------------------- | ----------------------------- |
| A Quiet Place in the Universe                     | Sun Ra & His Arkestra                                                   | Leo Records                    | 1994               | Jazz                                    |                               |
| A Tribute to Miles                                | Herbie Hancock, Wayne Shorter, Ron Carter, Wallace Roney, Tony Williams | Warner Music Group             | 22. März 1994      | Jazz                                    |                               |
| Affentheater                                      | Marius Müller-Westernhagen                                              | WEA Records                    | 30. August 1994    | Deutschrock                             |                               |
| Balls to Picasso                                  | Bruce Dickinson                                                         | EMI Music/Mercury Records      | 6. Juni 1994       | Rock                                    |                               |
| Battle Lines                                      | John Wetton                                                             | Pony Canyon                    | 17. Juni 1994      | Pop-Rock, Progressive Rock              |                               |
| Bedtime Stories                                   | Madonna                                                                 | Maverick, Warner Bros.         | 25. Oktober 1994   | Contemporary R&B                        |                               |
| Black Album                                       | Prince                                                                  | Warner Bros. Records           | 21. November 1994  | Contemporary R&B, Funk, Pop, Rock       | Ursprünglich für 1987 geplant |
| Come                                              | Prince                                                                  | Warner Bros. Records           | 15. August 1994    | R&B, Elektronische Tanzmusik, Funk, Pop |                               |
| Crash! Boom! Bang!                                | Roxette                                                                 | EMI                            | 9. April 1994      | Pop-Rock                                |                               |
| Cross Purposes                                    | Black Sabbath                                                           | I.R.S. Records                 | 31. Januar 1994    | Heavy Metal                             |                               |
| Cross Road                                        | Bon Jovi                                                                | Mercury Records                | 10. Oktober 1994   | Hard Rock                               | Kompilation                   |
| Das Beste von kurz nach früher bis jetze          | Die Ärzte                                                               | CBS Schallplatten GmbH         | 26. August 1994    | Punkrock                                | Kompilation                   |
| Definitely Maybe                                  | Oasis                                                                   | Creation Records               | 29. August 1994    | Britpop                                 | Debütalbum                    |
| Divine Intervention                               | Slayer                                                                  | American Recordings            | 8. Oktober 1994    | Thrash Metal                            |                               |
| Doldinger in New York: Street of Dreams           | Klaus Doldinger                                                         | WEA Records                    | 1994               | Jazz                                    |                               |
| Dookie                                            | Green Day                                                               | Reprise Records                | 28. Januar 1994    | Punkrock, Pop-Punk                      |                               |
| Fear, Emptiness, Despair                          | Napalm Death                                                            | Earache Records                | 9. Mai 1994        | Death Metal                             |                               |
| Gehasst, verdammt, vergöttert … die letzten Jahre | Böhse Onkelz                                                            | Bellaphon Records              | 31. Oktober 1994   | Hard Rock                               |                               |
| Generations of Jazz                               | Till Brönner                                                            | minor music                    | 1994               | Jazz                                    |                               |
| Get What You Deserve                              | Sodom                                                                   | Steamhammer/SPV                | 10. Januar 1994    | Thrash Metal                            |                               |
| HÜH                                               | Stephan Remmler                                                         | Mercury Records                | 1994               | Rock                                    |                               |
| Low                                               | Testament                                                               | Atlantic Records               | 4. Oktober 1994    | Thrash Metal, Groove Metal              |                               |
| Mädchen                                           | Lucilectric                                                             | Sing Sing Records              | 25. April 1994     | Pop                                     |                               |
| Maybeck Recital Hall Series, Volume Thirty-Two    | Roland Hanna                                                            | Concord Records                | 1994               | Jazz                                    |                               |
| Merry Christmas                                   | Mariah Carey                                                            | Columbia Records               | 28. Oktober 1994   | Pop                                     |                               |
| Monster                                           | R.E.M.                                                                  | Warner Brothers                | 26. September 1994 | Alternative Rock                        |                               |
| Move Me                                           | Nazareth                                                                | Polydor Records                | 16. Oktober 1994   | Hard Rock                               |                               |
| MTV Unplugged in New York                         | Nirvana                                                                 | Geffen Records                 | 31. Oktober 1994   | Alternative Rock                        |                               |
| No Need to Argue                                  | The Cranberries                                                         | Island Records                 | 3. Oktober 1994    | Rock                                    |                               |
| Os Filhos da Madrugada cantam José Afonso         | Verschiedene Interpreten                                                | RCA/BMG Ariola Lda.            | 1994               | Alternative Rock, Folk, Punk, Pop, Rock | Kompilation                   |
| Ready to Die                                      | The Notorious B.I.G.                                                    | Bad Boy Records                | 13. September 1994 | Hip-Hop, Hardcore-Rap, Gangsta-Rap      |                               |
| Smash                                             | The Offspring                                                           | Epitaph Records                | 8. April 1994      | Punk-Rock                               |                               |
| Stranger Than Fiction                             | Bad Religion                                                            | Atlantic Records               | 6. September 1994  | Punkrock                                |                               |
| Stream from the Heavens                           | Thergothon                                                              | Avantgarde Music               | 15. Juni 1994      | Funeral Doom                            |                               |
| Superunknown                                      | Soundgarden                                                             | A&M Records                    | 8. März 1994       | Grunge                                  |                               |
| The Division Bell                                 | Pink Floyd                                                              | Columbia Records, EMI          | 28. März 1994      | Progressive Rock                        |                               |
| The Last Temptation                               | Alice Cooper                                                            | Sony Music                     | 12. Juli 1994      | Hard Rock, Heavy Metal                  |                               |
| The Mind’s Eye                                    | Stiltskin                                                               | White Water, East West Records | 17. Oktober 1994   | Post-Grunge, Alternative Rock           | Debütalbum                    |
| The Songs of Distant Earth                        | Mike Oldfield                                                           | Warner Music UK                | 21. November 1994  | Electronica, New Age                    |                               |
| Thirsty Work                                      | Status Quo                                                              | Polydor Records                | 22. August 1994    | Rock                                    |                               |
| Troublegum                                        | Therapy?                                                                | A&M Records                    | 7. Februar 1994    | Alternative Rock, Alternative Metal     |                               |
| Voodoo Lounge                                     | The Rolling Stones                                                      | Virgin Records                 | 11. Juli 1994      | Rock                                    | 20. Studioalbum               |
| Wildhoney                                         | Tiamat                                                                  | Century Media                  | 1. September 1994  | Gothic Metal                            |                               |
| World Demise                                      | Obituary                                                                | Roadrunner Records             | 6. September 1994  | Death Metal                             |                               |
| Youthanasia                                       | Megadeth                                                                | Capitol Records                | 1. November 1994   | Heavy Metal                             |                               |

## Geboren

### Januar
- 01. Januar: Elin Skrzipczyk, deutsche Sängerin
- 08. Januar: Dongkyu Leo Kim, südkoreanischer Pianist
- 10. Januar: Ofri Nehemya, israelischer Jazzschlagzeuger
- 15. Januar: Disarstar, deutscher Rapper
- 21. Januar: André Hazes junior, niederländischer Nachwuchssänger
- 30. Januar: Werenoi, französischer Rapper († 2025)

### Februar
- 01. Februar: Lola Brooke, US-amerikanische Rapperin

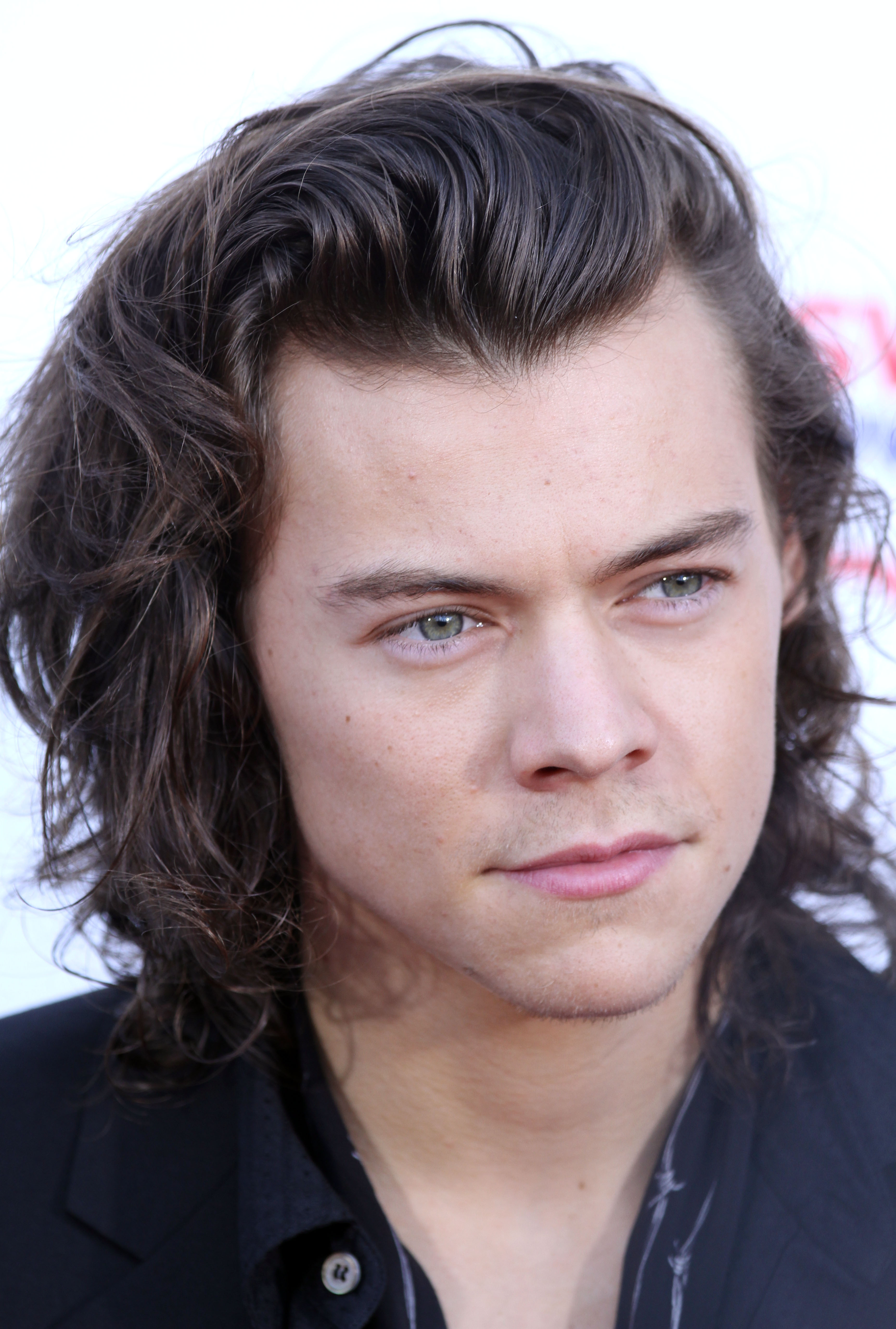
Harry Styles; * 1. Februar

- 01. Februar: Harry Styles, britischer Sänger, Songwriter und Schauspieler
- 03. Februar: Melody Haase, deutsche Sängerin und Reality-TV-Darstellerin
- 05. Februar: Christian Jährig, deutscher Sänger
- 07. Februar: Xenia Goodwin, australische Schauspielerin und Tänzerin
- 08. Februar: Nikki Yanofsky, kanadische Sängerin
- 12. Februar: Dominik Hoyer, deutscher Jazzmusiker
- 16. Februar: Ava Max, US-amerikanische Sängerin
- 22. Februar: Lukas Piano, deutscher Pianist und Musikproduzent
- 24. Februar: Carolin Rossow, Sängerin, Musicaldarstellerin und Schauspielerin
- 24. Februar: Earl Sweatshirt, US-amerikanischer Rapper, Produzent und Songwriter
- 28. Februar: Jake Bugg, britischer Singer-Songwriter

### März

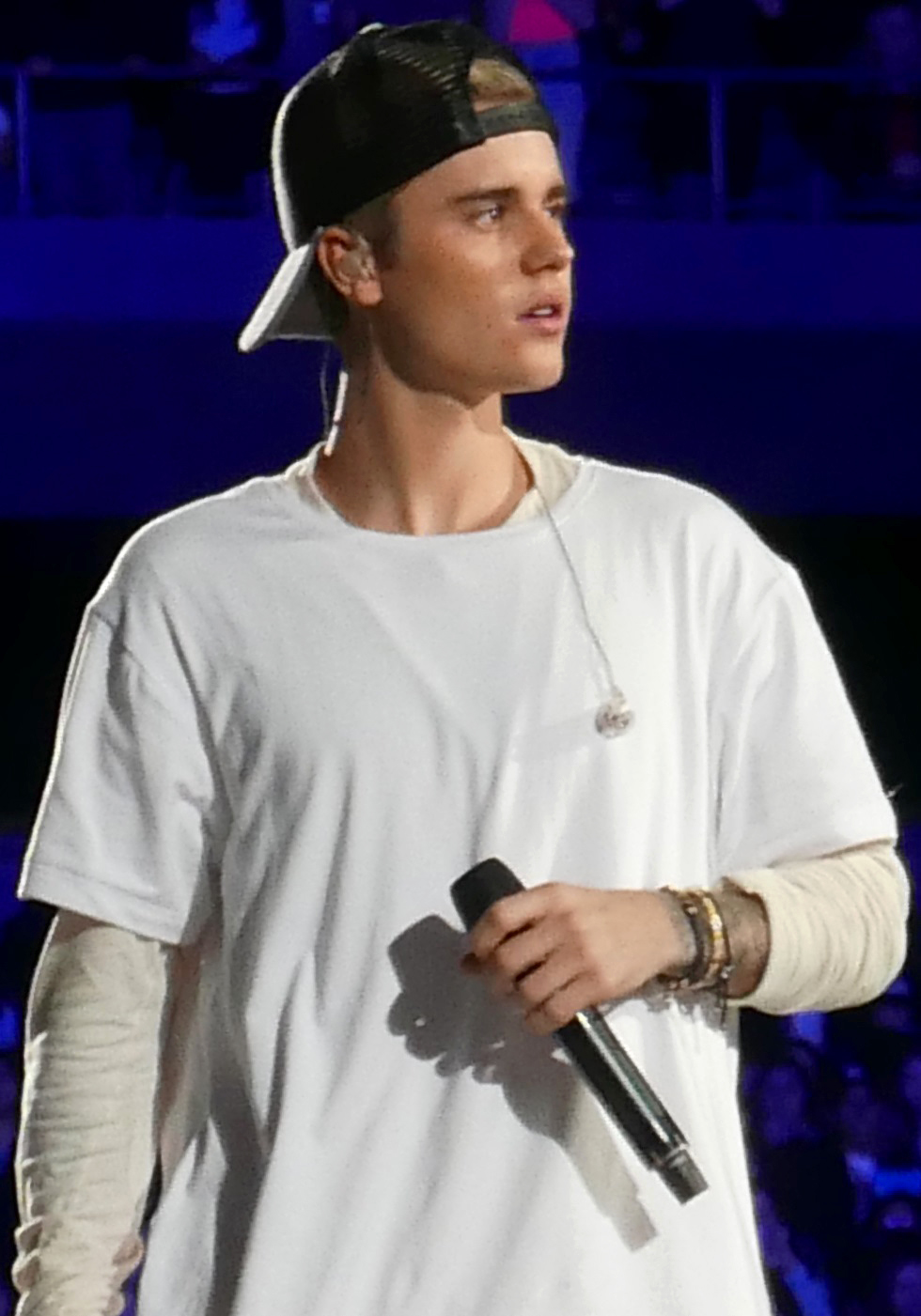
Justin Bieber; * 1. März

- 01. März: Justin Bieber, kanadischer Sänger
- 06. März: Fredo, britischer Rapper
- 11. März: Sarah McTernan, irische Sängerin
- 12. März: Christina Grimmie, US-amerikanische Sängerin († 2016)
- 15. März: Kasia Pietrzko, polnische Jazzpianistin
- 18. März: Eva Fernández, spanische Jazzmusikerin
- 19. März: Hudson Thames, US-amerikanischer Schauspieler, Sänger und Musiker
- 31. März: Thomas Batuello, US-amerikanischer Schauspieler und Musiker

### April
- 02. April: Katharina Gorgi, österreichische Sängerin, Schauspielerin, Musicaldarstellerin und Violinistin
- 03. April: Srbuk, armenische Sängerin
- 07. April: Montez, deutscher Rapper
- 09. April: Anne Sophie Keckeis, österreichische Cellistin und Dramaturgin alternativer Konzertformate
- 09. April: Georgiana Lobonț, rumänische Sängerin
- 11. April: Duncan Laurence, niederländischer Sänger und Songwriter
- 12. April: Luca Chikovani, italienischer Popsänger und YouTuber
- 12. April: Oh Se-hun, südkoreanischer Sänger, Rapper, Tänzer, Schauspieler und Model
- 16. April: Ebony Obsidian, US-amerikanische Filmschauspielerin, Sängerin und Liedtexterin
- 19. April: Kevin, niederländischer Rapper
- 21. April: Helge Mark Lodder, deutscher Schauspieler, Musicaldarsteller und TikTok-Creator
- 25. April: Maggie Rogers, US-amerikanische Singer-Songwriterin
- 29. April: Louise Jallu, französische Jazz- und Weltmusikerin (Bandoneon, Komposition)

### Mai
- 01. Mai: Kizz Daniel, nigerianischer Sänger, Songwriter und Plattenproduzent
- 05. Mai: Simon Wiener, Schweizer Violinist und Komponist
- 18. Mai: Laura Natalia Esquivel, argentinisch-italienische Journalistin, Sängerin und Schauspielerin
- 25. Mai: Kylee, japanisch-US-amerikanische Sängerin
- 31. Mai: Will Ramos, US-amerikanischer Metal-Sänger
- 31. Mai: Rico Seith, deutscher Sänger

### Juni
- 05. Juni: David Soyza, österreichischer Jazzvibraphonist
- 07. Juni: Billy Raffoul, kanadischer Singer-Songwriter
- 15. Juni: Nevena Božović, serbische Sängerin und Komponistin
- 16. Juni: Caitlyn Taylor Love, US-amerikanische Schauspielerin und Sängerin
- 21. Juni: Sondrey, norwegischer Sänger
- 29. Juni: Elina Born, estnische Sängerin

### Juli
- 01. Juli: Jüri Pootsmann, estnischer Sänger
- 04. Juli: Agnete, norwegisch-samische Sängerin
- 04. Juli: Assol, ukrainische Sängerin und Schauspielerin
- 05. Juli: Gabrielle Cavassa, US-amerikanische Jazzsängerin
- 16. Juli: Mark Indelicato, US-amerikanischer Schauspieler und Sänger
- 17. Juli: Riskykidd, griechischer Rapper
- 18. Juli: Laura Rizzotto, brasilianische Sängerin, Songwriterin und Musikerin
- 19. Juli: Anthony Greminger, deutscher Jazzschlagzeuger
- 21. Juli: Sebastian Wurth, deutscher Sänger
- 25. Juli: John Karayiannis, zypriotischer Sänger und Songwriter
- 28. Juli: Steffen Brinkmann, deutscher Komponist
- 28. Juli: Hyojung, südkoreanische Sängerin, Entertainerin, Model und MC
- 29. Juli: John Summit, US-amerikanischer DJ und Musikproduzent (Tech House)

### August
- 09. August: King Von, US-amerikanischer Rapper († 2020)
- 10. August: Alexandru Ionel, litauisches Model und Tänzerin
- 10. August: Jan Philipp, deutscher Jazzmusiker
- 22. August: Gina Alice Redlinger, deutsche Pianistin
- 23. August: Roberto Bellarosa, belgischer Popsänger
- 23. August: Anna Gréta Sigurðardóttir, isländische Jazzmusikerin
- 26. August: Anastassija Wladimirowna Kobekina, russische Cellistin
- 27. August: Jendrik, deutscher Sänger und Musicaldarsteller
- 28. August: Felix Jaehn, deutscher DJ und Musikproduzent
- 29. August: Jo, rumänische Sängerin und TV-Moderatorin

### September
- 01. September: Victoria Pfeil, österreichische Jazz- und Weltmusikerin
- 02. September: Donatan, polnischer Musikproduzent
- 04. September: Leandra Gamine, deutsche Sängerin
- 05. September: Kings Elliot, Schweizer Sängerin und Songwriterin
- 08. September: Adam O’Farrill, US-amerikanischer Jazzmusiker
- 10. September: MHD, französischer Rapper
- 12. September: RM, südkoreanischer Rapper, Sänger, Songwriter, Komponist und Produzent
- 13. September: Leonor Andrade, portugiesische Sängerin und Schauspielerin
- 17. September: Taylor Ware, US-amerikanische Sängerin
- 29. September: Heidi N Closet, US-amerikanische Dragqueen und Sängerin
- 29. September: Halsey, US-amerikanische Sängerin
- 29. September: Thomas Muis, deutscher Komponist und Pianist

### Oktober
- 08. Oktober: Luca Hänni, Schweizer Sänger
- 09. Oktober: Sanne Rambags, niederländische Jazz- und Improvisationsmusikerin (Gesang, Komposition)
- 12. Oktober: Cláudia Pascoal, portugiesische Sängerin
- 22. Oktober: Grzegorz Tarwid, polnischer Jazzmusiker (Piano, Komposition)
- 23. Oktober: Hannes Stollsteimer, deutscher Fusion- und Jazzmusiker (Klavier, Keyboard, Komposition)
- 29. Oktober: Alexander Iwanow, belarussisch-russischer Sänger
- 29. Oktober: Kuba Więcek, polnischer Jazzmusiker (Saxophon, Komposition)
- 30. Oktober: Maro, portugiesische Singer-Songwriterin

### November
- 02. November: Pascal Giefing, österreichischer Schauspieler und Sänger
- 03. November: Dua Saleh, sudanesische-US-amerikanische singende und schauspielende Person
- 04. November: Iolanda, portugiesische Sängerin und Songwriterin
- 07. November: Algee Smith, US-amerikanischer Schauspieler und Sänger
- 12. November: Janet Devlin, nordirische Sängerin und Songschreiberin
- 12. November: Kaleen, österreichische Tänzerin, Choreographin und Sängerin
- 12. November: Knucks, britischer Rapper und Plattenproduzent
- 13. November: David Levi, US-amerikanischer Musiker und Schauspieler
- 16. November: Elena Tsagrinou, griechische Sängerin
- 23. November: Capital Bra, deutscher Rapper

### Dezember
- 03. Dezember: Yū Serizawa, japanische Synchronsprecherin (Seiyū) und Sängerin
- 07. Dezember: Ron Buhnik, israelischer Singer-Songwriter
- 10. Dezember: Can Kızıltuğ, türkischer Schauspieler und Musiker
- 17. Dezember: Sura İskenderli, türkische Popsängerin und Songwriterin
- 17. Dezember: Nat Wolff, US-amerikanischer Schauspieler und Musiker
- 18. Dezember: Natália Kelly, österreichische Sängerin
- 18. Dezember: slowthai, britischer Rapper
- 27. Dezember: Aina the End, japanische J-Pop- und Rocksängerin
- 28. Dezember: Markus Nentwich, österreichischer Musiker, Komponist und Musiker

### Genaues Geburtsdatum unbekannt
- Anoki, deutscher Sänger und Rapper
- Marta Arpini, italienische Jazzmusikerin (Gesang, Komposition)
- Balkonultra, deutscher Partyschlagersänger
- Annie Bloch, deutsche Musikerin (Kirchenorgel, Gitarre, Keyboard, Gesang, Komposition)
- Amina Bouroyen, österreichische Jazzsängerin
- Phelan Burgoyne, britischer Jazzmusiker (Schlagzeug)
- TheColorGrey, belgischer Rapper und Sänger
- Freedo, Schweizer Musikproduzent
- Flora Geißelbrecht, österreichische Komponistin, Interpretin, Improvisatorin und Texterin
- Rosalía Gómez Lasheras, spanische klassische Pianistin
- Maximilian Hering, deutscher Jazzmusiker (Schlagzeug, Komposition)
- Jakob Jentgens, deutscher Saxophonist
- Igor Klokov, klassischer Gitarrist und Musikpädagoge
- Philipp Krebs, deutscher Komponist
- Kali Malone, US-amerikanische Komponistin
- Lesley Mok, US-amerikanische Jazzmusikerin (Schlagzeug, Perkussion, Komposition) und interdisziplinäre Künstlerin
- Simon Moullier, französischer Jazzmusiker (Vibraphone, Komposition)
- Myra, norwegische Rapperin und Sängerin
- Yascha Finn Nolting, deutscher Schauspieler, Sprecher, Synchronsprecher und Liedermacher
- Səmra Rəhimli, aserbaidschanische Sängerin
- Theresa Riess, österreichische Schauspielerin und Jazzsängerin
- Stvw, deutscher DJ und Musikproduzent
- Anna Tsombanis, deutsche Jazzmusikerin (Saxophon, Komposition)
- Lea Urban, deutsche Schauspielerin und Sängerin
- Nil Venditti, italienisch-türkische Dirigentin
- Max Volbers, deutscher Blockflötist, Cembalist und Ensembleleiter
- Eva Zalenga, deutsche Opern- und Liedsängerin (Sopran)

### Geboren um 1994
- Paul Butscher, Schweizer Jazzmusiker (Trompete, Synthesizer)
- Merje Kägu, estnische Jazz- und Improvisationsmusikerin (Gitarre, Komposition)
- Jasmine Myra, britische Jazzmusikerin (Altsaxophon, Flöte, Komposition)
- Arcoiris Sandoval, US-amerikanische Jazzmusikerin (Piano, Arrangement, Komposition)

## Gestorben

### Januar
- 01. Januar: James Clay, amerikanischer Jazz-Tenorsaxophonist und Flötist (* 1994)
- 01. Januar: Dewey Jackson, US-amerikanischer Jazztrompeter, -kornettist und Bandleader (* 1900)
- 02. Januar: Lys Gauty, französische Chanson-Sängerin und Schauspielerin (* 1900)
- 03. Januar: Josef Witt, österreichischer Opernsänger (Tenor), Kammersänger, Regisseur und Gesangspädagoge (* 1901)
- 04. Januar: Rahul Dev Burman, indischer Filmkomponist (* 1939)
- 05. Januar: Aldo Baldin, brasilianischer Opern- und Konzertsänger (Tenor) (* 1945)
- 06. Januar: Anestis Logothetis, österreichischer Komponist (* 1921)
- 06. Januar: Harold Sumberg, kanadischer Geiger, Dirigent und Musikpädagoge (* 1905)
- 08. Januar: Fritz Peter, Schweizer Sänger (Tenor) (* 1925)
- 09. Januar: Hans Graf, österreichischer Pianist und Pädagoge (* 1928)
- 09. Januar: Midori Matsuya, japanischer Pianist (* 1943)
- 09. Januar: Øistein Sommerfeldt, norwegischer Komponist, Pianist, Musikkritiker und Schriftsteller (* 1919)
- 10. Januar: Sven-Erik Bäck, schwedischer Komponist (* 1919)
- 11. Januar: Rudolf Vogeltanz, österreichischer Geologe, Musiker und bildender Künstler (* 1941)
- 12. Januar: Nora Bumbiere, lettische Schlagersängerin (* 1947)
- 12. Januar: Hüseynağa Hadıyev, aserbaidschanischer Sänger (* 1946)
- 13. Januar: Ram Ramirez, US-amerikanischer Jazzpianist und Komponist (* 1913)
- 14. Januar: Philippe Brun, französischer Jazztrompeter und Bandleader (* 1908)
- 14. Januar: Freddie Hill, US-amerikanischer Jazzmusiker (Trompete, Komposition) (* 1929)
- 15. Januar: György Cziffra, ungarisch-französischer Pianist (* 1921)
- 15. Januar: Harry Nilsson, US-amerikanischer Singer-Songwriter (* 1941)
- 16. Januar: Franz Mixa, österreichischer Komponist, Dirigent und Hochschullehrer (* 1902)
- 17. Januar: Noël Chiboust, französischer Musiker (Trompete, Tenorsaxophon, Klarinette), Arrangeur, Komponist und Bandleader (* 1909)
- 18. Januar: Eddie Hill, US-amerikanischer Country-Musiker (* 1921)
- 18. Januar: Torbjörn Hultcrantz, schwedischer Jazzkontrabassist (* 1937)
- 23. Januar: Adolph Baller, österreichisch-US-amerikanischer Pianist (* 1909)
- 23. Januar: Juan Santiago Garrido, chilenischer Komponist und Musikwissenschaftler (* 1902)
- 24. Januar: Hans Kindler, deutscher Kapellmeister und Generalmusikdirektor (* 1908)
- 26. Januar: Lejaren Hiller, US-amerikanischer Komponist, Musiktheoretiker und Chemiker (* 1924)
- 26. Januar: Josef Niessen, deutscher Arrangeur und Komponist (* 1922)
- 27. Januar: Alain Daniélou, französischer Indologe, Musikwissenschaftler, Autor und Hochschullehrer (* 1907)
- 29. Januar: Joseph Abileah, israelischer Musiker (Violinist) und Friedensaktivist (* 1915)
- 30. Januar: Ernestine Davis, US-amerikanische Jazztrompeterin und Sängerin (* 1907)
- 30. Januar: Claire Frühling-Gerlach, deutsche Konzertsängerin und Musikprofessorin (* 1910)
- 30. Januar: Walter Kolneder, österreichischer Musikwissenschaftler und Bratschist (* 1910)
- 30. Januar: Rudolf Schwarz, britischer Dirigent und Pianist (* 1905)
- 31. Januar: Alberto Caracciolo, argentinischer Bandoneonist, Bandleader, Tangokomponist und Arrangeur (* 1918)
- 00. Januar: Lotte Buschan, deutsche Opernsängerin (Sopran) (* 1917)

### Februar
- 01. Februar: Tom Kines, kanadischer Folksänger, Volksmusiksammler und Multiinstrumentalist (* 1922)
- 01. Februar: John Littlejohn, US-amerikanischer Bluesgitarrist (* 1931)
- 02. Februar: Zaim Imamović, bosnischer Sevdalinka-Sänger (* 1920)
- 02. Februar: Zilner Randolph, US-amerikanischer Jazzmusiker (Arrangeur, Komponist, Trompeter) (* 1899)
- 02. Februar: Willie Mae Ford Smith, US-amerikanische Sängerin und Predigerin (* 1904)
- 03. Februar: Fritz Schaetzler, deutscher Sänger (Bariton) (* 1898)
- 03. Februar: Louis Stephenson, britischer Jazzmusiker (Saxophone, Kontrabass, Gesang) (* 1907)
- 05. Februar: Tiana Lemnitz, deutsche Opernsängerin (Sopran) und Gesangspädagogin (* 1897)
- 06. Februar: Norman Del Mar, britischer Dirigent und Musikschriftsteller (* 1919)
- 06. Februar: Ignace Strasfogel, polnisch-deutsch-amerikanischer Pianist, Komponist und Dirigent (* 1909)
- 07. Februar: Witold Lutosławski, polnischer Komponist und Dirigent (* 1913)
- 08. Februar: Amparo Ochoa, mexikanische Sängerin (* 1946)
- 08. Februar: Raymond Scott, US-amerikanischer Komponist, Bandleader, Pianist und Erfinder von elektronischen Musikinstrumenten (* 1908)
- 09. Februar: Jarmila Novotná, tschechische Opernsängerin (Sopran) und Schauspielerin (* 1907)
- 10. Februar: Viviane Greene, US-amerikanische Rhythm-&-Blues- und Jazzpianistin und Sängerin (* 1918)
- 13. Februar: Herbert Beuerle, deutscher Kirchenmusik-Komponist und Kirchenlieddichter (* 1911)
- 13. Februar: Hans Naumilkat, deutscher Komponist und Musikerzieher (* 1919)
- 19. Februar: Ivar Hellman, schwedischer Komponist und Dirigent (* 1891)
- 20. Februar: Józef Michał Chomiński, polnischer Musikwissenschaftler (* 1906)
- 21. Februar: Jewgeni Michailowitsch Beljajew, russischer Tenor (* 1926)
- 22. Februar: Papa John Creach, US-amerikanischer Geiger (* 1917)
- 24. Februar: Jean Sablon, französischer Chansonnier (* 1906)
- 24. Februar: Dinah Shore, US-amerikanische Sängerin (* 1916)
- 28. Februar: Olivier Alain, französischer Organist, Pianist, Musikwissenschaftler und Komponist (* 1918)
- 28. Februar: Aleksander Frączkiewicz, polnischer Musikwissenschaftler und -pädagoge (* 1910)
- 00. Februar: Karl-Ulrich Winkler, ostdeutscher Liedermacher, Autor, Punk und Dissident (* 1960)

### März
- 01. März: Alexei Hajew, US-amerikanischer Komponist (* 1914)
- 01. März: Guillermo Marchena, niederländischer Schlagzeuger und Popsänger (* 1947)
- 02. März: Walter Kent, US-amerikanischer Komponist (* 1911)
- 03. März: Roman Haubenstock-Ramati, polnisch-israelischer Musiklektor, Musiklehrer und Komponist (* 1919)
- 03. März: Karel Kryl, tschechischer Liedermacher und Dichter (* 1944)
- 05. März: Elba Berón, argentinische Tangosängerin (* 1930)
- 06. März: Yvonne Fair, US-amerikanische Soul- und Funk-Sängerin (* 1942)

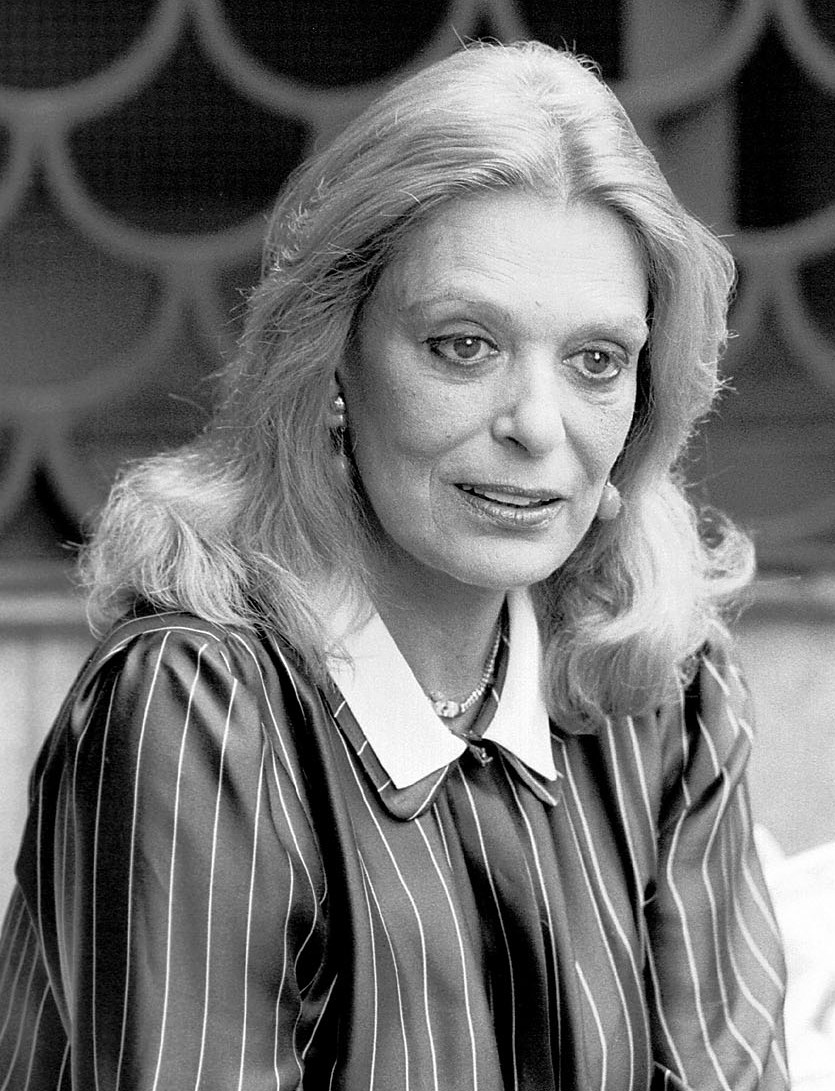
Melina Mercouri; † 6. März

- 06. März: Melina Mercouri, griechische Schauspielerin, Sängerin und Kulturministerin (* 1920)
- 11. März: Claudio Sartori, italienischer Musikwissenschaftler, Bibliograph und Librettologe (* 1913)
- 12. März: Don Joseph, US-amerikanischer Jazzmusiker (Trompete, Kornett) (* 1923)
- 13. März: Danny Barker, US-amerikanischer Banjo-Spieler, Sänger, Komponist, Jazzgitarrist, Ukulele-Spieler und Bandleader (* 1909)
- 16. März: Nicolas Flagello, US-amerikanischer Komponist (* 1928)
- 18. März: William Bergsma, US-amerikanischer Komponist (* 1921)
- 19. März: Rafiq Babajew, aserbaidschanischer Pianist, Arrangeur, Bandleader und Komponist (* 1937)
- 22. März: Philippa Bulgin, dänische Sängerin (* 1967)
- 22. März: Dan Hartman, US-amerikanischer Rockmusiker und Multiinstrumentalist (* 1950)
- 23. März: Donald Swann, britischer Komponist, Musiker und Entertainer (* 1923)
- 24. März: Tommy Benford, US-amerikanischer Jazzmusiker (Schlagzeug) (* 1905)
- 28. März: Daniel Lomuto, argentinischer Bandoneonist, Bandleader, Arrangeur und Tangokomponist (* 1934)
- 30. März: Jean Omer, belgischer Musiker (Klarinette, Tenorsaxophon) und Bandleader (* 1912)
- 30. März: Sid Weiss, US-amerikanischer Jazzbassist (* 1914)

### April
- 01. April: Netty Simons, US-amerikanische Komponistin (* 1913)
- 02. April: Rowland Greenberg, norwegischer Jazzmusiker (Trompete, Gesang) (* 1920)
- 03. April: Alfred Zemanovský, tschechischer Komponist, Chorleiter und Musikverleger (* 1919)
- 04. April: Inge Latz, deutsche Komponistin, Liedermacherin, Kabarettistin und Musikheilerin (* 1929)
- 05. April: Kurt Cobain, Rocksänger und Gitarrist (Nirvana) (* 1967)
- 05. April: Roy Smeck, US-amerikanischer Multiinstrumentalist, Gitarrist, Ukulelespieler, Banjospieler (* 1900)
- 06. April: Dick Cary, US-amerikanischer Jazztrompeter, Pianist und Arrangeur (* 1916)
- 07. April: Harry Adaskin, kanadischer Geiger und Musikpädagoge (* 1901)
- 07. April: Lee Brilleaux, südafrikanisch-englischer Sänger und Mundharmonikaspieler (* 1952)
- 08. April: Irene Eisinger, österreichisch-britische Opernsängerin (Sopran) (* 1903)
- 08. April: Quddys Qoschamijarow, sowjetischer, kasachischer und uigurischer Komponist (* 1918)
- 11. April: Sticks Evans, US-amerikanischer Jazz- und R&B-Musiker (Schlagzeug, Arrangement) (* 1923)
- 12. April: Clifford Abbott, neuseeländischer Komponist (* 1916)
- 18. April: Pimp Daddy, US-amerikanischer Rapper (* 1976)
- 21. April: Karl-Bernhard Sebon, deutscher Flötist (* 1935)
- 23. April: Lucho Bermúdez, kolumbianischer Komponist (* 1912)
- 26. April: Manuel Enríquez Salazar, mexikanischer Komponist, Geiger und Musikpädagoge (* 1926)

### Mai
- 04. Mai: Lloyd Ellis, US-amerikanischer Country- und Jazz-Gitarrist und Komponist (* 1920)
- 04. Mai: Gerd Münzberg, deutscher Jurist und Komponist (* 1902)
- 06. Mai: Haskell Sadler, US-amerikanischer Bluessänger, Songwriter und Gitarrist (* 1935)
- 18. Mai: Andrij Bobyr, ukrainischer Banduraspieler, Sänger, Dirigent und Musikpädagoge (* 1915)
- 20. Mai: Gérard Gustin, französischer Jazz- und Unterhaltungsmusiker (Piano, Arrangement, Komposition) (* 1930)
- 23. Mai: Radie Britain, US-amerikanische Komponistin (* 1899)
- 23. Mai: Amiya Dasgupta, indischer Sitar- und Surbaharspieler, Komponist und Musikpädagoge (* 1924)
- 23. Mai: Joe Pass, US-amerikanischer Jazzgitarrist (* 1929)
- 24. Mai: Hans Moltkau, deutscher Dirigent und Komponist (* 1911)
- 25. Mai: Eric Gale, amerikanischer Jazz- und Sessiongitarrist (* 1938)
- 25. Mai: Robert Planel, französischer Komponist (* 1908)
- 25. Mai: Sonny Sharrock, US-amerikanischer Jazzgitarrist (* 1940)
- 25. Mai: Hanne Wilfert, deutscher Jazzmusiker (* 1921)
- 26. Mai: Gil Fuller, US-amerikanischer Jazzarrangeur und Musikproduzent (* 1920)
- 27. Mai: Red Rodney, US-amerikanischer Jazztrompeter (* 1927)
- 29. Mai: Oliver Jackson, US-amerikanischer Jazzschlagzeuger (* 1933)
- 30. Mai: Ruth Wenger, Schweizer Konzertsängerin (Sopran) und Malerin (* 1897)
- 31. Mai: Manny Klein, US-amerikanischer Trompeter (* 1908)
- 31. Mai: Samta Prasad, indischer Tablaspieler (* 1927)

### Juni
- 04. Juni: Zeke Clements, US-amerikanischer Country-Musiker, Schauspieler und Songschreiber (* 1911)
- 04. Juni: Jean Daetwyler, Schweizer Dirigent und Komponist (* 1907)
- 04. Juni: Jens Rohwer, deutscher Komponist, Musikpädagoge, Musikwissenschaftler und Autor (* 1914)
- 04. Juni: Earle Warren, US-amerikanischer Jazzsaxophonist (Alt) (* 1914)
- 09. Juni: Gianna Perea-Labia, italienische Opernsängerin (Sopran) und Gesangspädagogin (* 1908)
- 13. Juni: Johnnie Strickland, US-amerikanischer Rockabilly- und Rock-’n’-Roll-Musiker (* 1935)
- 13. Juni: Michael Zimmermann, deutscher Musikwissenschaftler (* 1941)
- 14. Juni: Henry Mancini, US-amerikanischer Komponist (* 1924)
- 14. Juni: Marcel Mouloudji, französischer Schauspieler und Chansonnier (* 1922)
- 15. Juni: Manos Hadjidakis, griechischer Komponist (* 1925)
- 16. Juni: Kristen Pfaff, US-amerikanische Musikerin (* 1967)
- 17. Juni: Boris Alexandrowitsch Alexandrow, sowjetischer Komponist und Chorleiter (* 1905)
- 17. Juni: Claire Austin, US-amerikanische Blues- und Jazzsängerin (* 1918)
- 17. Juni: Kurt Hessenberg, deutscher Komponist und Musikpädagoge (* 1908)
- 19. Juni: Varise Connor, US-amerikanischer Cajun-Musiker (Fiddlespieler) (* 1906)
- 20. Juni: John Robert Armbruster, US-amerikanischer Komponist, Dirigent und Arrangeur (* 1896)
- 21. Juni: Carlos Jiménez Mabarak, mexikanischer Komponist (* 1916)
- 22. Juni: Marek Brezovský, slowakischer Komponist, Pianist, Sänger und Texter (* 1974)
- 24. Juni: Lorenzo Palacios Quispe, peruanischer Sänger und Musiker (* 1950)
- 24. Juni: Jean Vallerand, kanadischer Komponist, Musikkritiker, Violinist und Dirigent (* 1915)
- 26. Juni: Thomas Armstrong, britischer Organist, Dirigent, Komponist und Musikpädagoge (* 1926)
- 27. Juni: Jacques Berthier, französischer Organist und Komponist (* 1923)
- 28. Juni: Ulrik Neumann, dänischer Gitarrist, Sänger, Komponist und Filmschauspieler (* 1918)
- 29. Juni: Kurt Eichhorn, deutscher Dirigent (* 1908)
- 00. Juni: Friederike Sailer, deutsche Opernsängerin (Sopran) (* 1920)

### Juli
- 02. Juli: Marion Williams, US-amerikanische Gospelsängerin (* 1927)
- 04. Juli: S. E. Rogie, sierra-leonischer Highlife- und Palm-Wine-Gitarrist sowie Sänger (* 1926)
- 09. Juli: Sabby Lewis, US-amerikanischer Pianist, Bandleader und DJ (* 1914)
- 10. Juli: Agustí Alaman i Rodrigo, valencianischer Komponist, Pianist und Chorleiter (* 1912)
- 11. Juli: Lex Humphries, US-amerikanischer Jazzschlagzeuger (* 1936)
- 13. Juli: Eddie Boyd, US-amerikanischer Musiker (* 1914)
- 13. Juli: Käthe Guss, deutsche Operettensängerin und Schauspielerin (* 1906)
- 18. Juli: Sebastián Piana, argentinischer Tangokomponist, -arrangeur und -pianist und Musikpädagoge (* 1903)
- 19. Juli: Rudolf Firkušný, tschechischer Pianist (* 1912)
- 20. Juli: Suzanne Juyol, französische Opernsängerin (* 1920)
- 23. Juli: Hans J. Salter, österreichisch-US-amerikanischer Kapellmeister und Filmkomponist (* 1896)
- 24. Juli: Heinz Arnold, deutscher Opernregisseur und Hochschullehrer (* 1906)
- 24. Juli: John Dengler, US-amerikanischer Jazzmusiker (Saxophon, Trompete, Kornett, Posaune, Tuba, Komposition, Waschbrett, Kazoo) (* 1927)
- 25. Juli: Earl Freeman, US-amerikanischer Jazzmusiker, Dichter und bildender Künstler (* 1931)
- 29. Juli: Joe Schorn, deutscher Schauspieler und Sänger (* 1911)
- 30. Juli: Ipče Ahmedovski, jugoslawischer bzw. mazedonischer Sänger (* 1966)
- 31. Juli: Elisabeth Haich, ungarische Künstlerin und Autorin (* 1897)
- 31. Juli: Anne Shelton, englische Popsängerin (* 1923)

### August
- 01. August: George Dixon, US-amerikanischer Trompeter, Saxophonist und Arrangeur (* 1909)
- 03. August: Rildia Bee Cliburn, US-amerikanische Musikpädagogin (* 1897)
- 04. August: Jürgen Jürgens, deutscher Chorleiter und Dirigent (* 1925)
- 05. August: Konstantin Schönbächler, Schweizer Ländlermusiker (* 1925)
- 06. August: Henri Arends, niederländischer Dirigent (* 1921)
- 06. August: Domenico Modugno, italienischer Sänger und Songwriter (* 1928)
- 06. August: Jacques Pelzer, belgischer Jazz-Saxophonist (Sopran, Alt) und Flötist (* 1924)
- 07. August: José Dames, argentinischer Bandoneonist, Bandleader und Tangokomponist (* 1907)
- 08. August: Mordecai Seter, israelischer Komponist (* 1916)
- 09. August: Clarence Ford, US-amerikanischer Jazz- und R&B-Musiker (Saxophone, Klarinette) (* 1929)
- 12. August: Gene Cherico, US-amerikanischer Jazzbassist (* 1935)
- 12. August: Hermann Markus Preßl, österreichischer Komponist, Violinist und Musikpädagoge (* 1939)
- 13. August: Raymond Gallois-Montbrun, französischer Violinist und Komponist (* 1918)
- 15. August: Bernhard Steinert, deutscher Autor, Komponist und Heimathistoriker (* 1912)
- 18. August: Gottlob Frick, deutscher Opernsänger (Bass) (* 1906)
- 19. August: Louis de Froment, französischer Dirigent (* 1921)
- 23. August: Fisher Tull, US-amerikanischer Komponist, Musikpädagoge und Trompeter (* 1934)
- 25. August: Don Les, US-amerikanischer Mundharmonikaspieler (* 1914)
- 27. August: Roberto Goyeneche, argentinischer Tangosänger (* 1926)
- 28. August: Pepita Embil, spanische Zarzuelasängerin, Mutter von Plácido Domingo (* 1918)
- 28. August: Alfonso Letelier Llona, chilenischer Komponist und Musikpädagoge (* 1912)
- 29. August: Major Lance, US-amerikanischer R&B-Sänger (* 1939)

### September
- 01. September: Konrad Ameln, deutscher Hymnologe, Musikwissenschaftler und Hochschullehrer (* 1899)
- 01. September: Artur Balsam, US-amerikanischer Pianist und Musikpädagoge (* 1906)
- 04. September: Hans Gabor, ungarisch-österreichischer Dirigent (* 1919)
- 04. September: Ladislav Holoubek, slowakischer Komponist und Dirigent (* 1913)
- 05. September: Louis Myers, US-amerikanischer Bluesmusiker (Gitarre, Mundharmonika) (* 1929)
- 06. September: Nicky Hopkins, britischer Rockmusiker und Komponist (* 1944)
- 06. September: Max Kaminsky, US-amerikanischer Jazztrompeter (* 1908)
- 07. September: Eric Crozier, britischer Bühnen-Regisseur und Librettist (* 1914)
- 10. September: Jewgeni Aronowitsch Dolmatowski, sowjetischer Dichter und Liedtexter (* 1915)
- 11. September: Luciano Sgrizzi, italienischer Pianist, Cembalist und Komponist (* 1910)
- 11. September: Crawford Wethington, US-amerikanischer Jazzsaxophonist (* 1908)
- 13. September: John Stevens, britischer Jazz- und Improvisationsmusiker (* 1940)
- 15. September: Haywood Henry, US-amerikanischer Jazzmusiker (Alt- und Baritonsaxophon, Klarinette, auch Flöte) (* 1913)
- 16. September: Hanoch Avenary, israelischer Musikwissenschaftler (* 1908)
- 16. September: Karl Dönch, deutsch-österreichischer Opernsänger (Bassbariton) und Schauspieler (* 1915)
- 16. September: Bernie Leighton, US-amerikanischer Jazzpianist (* 1921)
- 19. September: Carleton Sprague Smith, US-amerikanischer Musik- und Kulturwissenschaftler, Bibliothekar, Hochschullehrer und Flötist (* 1905)
- 20. September: Rahel Draber, niederländische Harfenistin (* 1908)
- 20. September: Jimmy Hamilton, US-amerikanischer Jazz-Klarinettist, Tenorsaxophonist, Arrangeur, Komponist, Musiklehrer (* 1917)
- 20. September: Jule Styne, US-amerikanischer Komponist (* 1905)
- 22. September: Teddy Buckner, US-amerikanischer Trompeter und Sänger (* 1909)
- 22. September: Maria Carta, italienische Schauspielerin und Sängerin (* 1934)
- 22. September: Leonard Feather, britischer Jazzmusiker, -journalist, -kritiker und -historiker, Komponist und Produzent (* 1914)
- 23. September: Jochen Allihn, deutscher Dirigent und Komponist (* 1922)
- 24. September: Guido Santórsola, brasilianischer Komponist und Dirigent (* 1904)
- 26. September: Hannes Kottek, österreichischer Jazzmusiker (Trompete, Flügelhorn) (* 1958)
- 26. September: Ferdinand Piesen, deutscher Komponist und Übersetzer (* 1909)
- 28. September: Pierre Isacsson, schwedischer Musiker, Schauspieler und Hörspielsprecher (* 1947)
- 29. September: Cheb Hasni, algerischer Sänger (* 1968)
- 30. September: Erwin Wolf, deutscher Trompeter und Hochschullehrer (* 1919)

### Oktober
- 02. Oktober: Harriet Hilliard, US-amerikanische Sängerin und Schauspielerin (* 1909)
- 04. Oktober: Yardena Alotin, israelische Komponistin und Pianistin (* 1930)
- 04. Oktober: Scoville Brown, US-amerikanischer Jazzklarinettist und Altsaxophonist (* 1915)
- 04. Oktober: Bill Challis, US-amerikanischer Arrangeur und Komponist (* 1904)
- 04. Oktober: Danny Gatton, US-amerikanischer Gitarrist (* 1945)
- 05. Oktober: Marcello Melis, italienischer Kontrabassist und Komponist (* 1939)
- 05. Oktober: Nini Rosso, italienischer Jazz- und Unterhaltungs-Trompeter und Komponist (* 1926)
- 08. Oktober: John Neely, US-amerikanischer Jazzsaxophonist und -klarinettist, Komponist und Arrangeur (* 1930)
- 08. Oktober: Joan Dickson, britische Cellistin und Musikpädagogin (* 1921)
- 09. Oktober: Nikolai Nikolajewitsch Karetnikow, sowjetisch-russischer Komponist (* 1930)
- 12. Oktober: Keisei Sakka, koreanisch-japanischer Musikwissenschaftler, -kritiker und -schriftsteller (* 1902)
- 15. Oktober: Michiel de Ruyter, niederländischer Jazzmusiker, Radiomoderator und Musikproduzent (* 1926)
- 18. Oktober: Lee Allen, US-amerikanischer R&B-Saxophonist (* 1926)
- 18. Oktober: Wilken F. Dincklage, deutscher Musiker, Radiomoderator, Musikproduzent, Schauspieler und Unternehmer (* 1942)
- 19. Oktober: Jacopo Napoli, italienischer Komponist und Musikpädagoge (* 1911)
- 20. Oktober: Martha Raye, US-amerikanische Schauspielerin und Sängerin (* 1916)
- 20. Oktober: Shlomo Carlebach, deutsch-amerikanischer Rabbi und Sänger (* 1925)
- 21. Oktober: Thore Ehrling, schwedischer Jazztrompeter, Komponist, Arrangeur und Bandleader (* 1912)
- 22. Oktober: Carlos Figari, argentinischer Tangopianist, Bandleader und Tangokomponist (* 1913)
- 23. Oktober: Nicolas Roussakis, US-amerikanischer Komponist und Musikpädagoge (* 1934)
- 26. Oktober: Wilbert Harrison, US-amerikanischer Musiker und Sänger (* 1929)
- 29. Oktober: Jimmy Swan, US-amerikanischer Country-Musiker (* 1912)
- 00. Oktober: Reiner Karge, deutscher Maler und Musiker (* 1944)

### November
- 04. November: Speed Webb, US-amerikanischer Jazzschlagzeuger, Sänger und Bigband-Leader (* 1906)
- 05. November: Milan Mladenović, jugoslawischer Rock-Musiker (* 1958)
- 06. November: Skeeter Bonn, US-amerikanischer Country-Musiker (* 1923)
- 07. November: Shorty Rogers, US-amerikanischer Jazztrompeter (* 1924)
- 10. November: Carmen McRae, US-amerikanische Jazzsängerin (* 1920)
- 11. November: Elizabeth Maconchy, englische Komponistin (* 1907)
- 11. November: Markus Schwendemann, deutscher Opern- und Konzertsänger (Bassbariton) (* 1957)
- 12. November: Louis Potgieter, südafrikanischer Tänzer (Dschinghis Khan) (* 1951)
- 13. November: Hermann Kronsteiner, österreichischer römisch-katholischer Geistlicher und Kirchenmusiker (* 1914)
- 14. November: Helmuth Wernicke, deutscher Pianist, Sänger, Komponist, Arrangeur und Bandleader (* 1909)
- 15. November: Joe Wick, deutscher Orchesterleiter, Sänger und Schlagzeuger (* 1916)
- 15. November: Lia Wöhr, deutsche Schauspielerin, Regisseurin, Tänzerin, Sängerin und Fernsehproduzentin (* 1911)
- 18. November: Cab Calloway, US-amerikanischer Jazzsänger, Saxophonist und Bandleader (* 1907)
- 19. November: Bob Carroll, US-amerikanischer Sänger (* 1918)
- 19. November: Friedrich Eugen Engels, deutscher Sänger (Tenor) (* 1909)
- 20. November: Elise Braun Barnett, österreichisch-US-amerikanische Pianistin und Montessoripädagogin (* 1904)
- 23. November: Tommy Boyce, US-amerikanischer Rock-’n’-Roll-Musiker (* 1939)
- 23. November: Irwin Kostal, US-amerikanischer Arrangeur, Komponist von Filmmusik und Dirigent (* 1911)
- 26. November: Michael Schneider, deutscher Organist, Chorleiter, Musikpädagoge und Musikwissenschaftler (* 1909)
- 27. November: Fernando Lopes-Graça, portugiesischer Komponist, Musikkritiker und Musikwissenschaftler (* 1906)
- 28. November: Al Levitt, US-amerikanischer Jazzschlagzeuger (* 1932)
- 28. November: Soulima Stravinsky, russisch-schweizerischer Komponist und Pianist (* 1910)
- 30. November: Connie Kay, US-amerikanischer Jazzschlagzeuger (* 1927)

### Dezember
- 01. Dezember: Mircea Chiriac, rumänischer Komponist (* 1919)
- 07. Dezember: Elga Andersen, deutsche Schauspielerin und Sängerin (* 1935)
- 07. Dezember: Wolfango Dalla Vecchia, italienischer Komponist, Organist und Pädagoge (* 1923)
- 08. Dezember: Antônio Carlos Jobim, brasilianischer Sänger, Pianist, Gitarrist und Komponist (* 1927)
- 10. Dezember: Robert Blum, Schweizer Komponist und Professor (* 1900)
- 10. Dezember: Garnett Silk, jamaikanischer Reggae-Musiker (* 1966)
- 11. Dezember: Chuck Connors, US-amerikanischer Jazzmusiker (Bassposaune, Posaune) (* 1930)
- 11. Dezember: Awet Terterjan, armenischer Komponist (* 1929)
- 14. Dezember: Eddie Dougherty, US-amerikanischer Jazzschlagzeuger (* 1915)
- 14. Dezember: Mary Ann McCall, US-amerikanische Jazzsängerin (* 1919)
- 18. Dezember: Smiley Winters, US-amerikanischer Jazzschlagzeuger (* 1929)
- 19. Dezember: Bill Douglass, US-amerikanischer Jazzschlagzeuger (* 1923)
- 19. Dezember: Wadim Alexejewitsch Kosin, russischer Sänger (Tenor), Komponist und Lieddichter (* 1903)
- 20. Dezember: Cheo García, venezolanischer Sänger (* 1926)
- 22. Dezember: Roger Chaput, französischer Jazzgitarrist (* 1909)
- 23. Dezember: Johnny Mince, US-amerikanischer Jazzklarinettist (* 1912)
- 29. Dezember: Jan Bender, niederländisch-deutscher Kirchenmusiker und Komponist (* 1909)
- 31. Dezember: Anny von Stosch, deutsche Opernsängerin (Sopran) (* 1895)

### Genaues Todesdatum unbekannt
- Maria Beling, deutsche Opernsoubrette, Zwischenfachsängerin (Sopran) und Schauspielerin (* 1913)
- Petronella Boser, deutsche Mezzosopranistin (* 1910)
- Mohammad Hashem Cheshti, afghanischer Komponist und Musiker (* unbekannt)
- Roy Duke, US-amerikanischer Country- und Rockabilly-Sänger (* 1922)
- Karl Golgowsky, deutscher Schlagersänger, Komponist und Liedtexter (* 1910)
- Kurt Janetzky, deutscher Hornist (* 1906)
- Albert Edward Kelly, britischer Komponist und Dirigent (* 1914)
- Konrad Koch, deutscher Orgelbauer (* 1934)
- Irena Kurpisz-Stefanowa, polnische Pianistin und Musikpädagogin (* 1901)
- Ferry Olsen, deutscher Opernsänger, Komponist und Regisseur (* 1925)
- Maurice Rauch, US-amerikanischer jüdischer Komponist, Chorleiter und Pianist (* 1910)
- Sonja Salvis, Schweizer Sängerin (* 1941)
- Walter Schönenberger, Schweizer Komponist von Kirchenliedern bzw. liturgischer Musik (* 1914)
- Wolfgang Stumme, deutscher Musikfunktionär, Autor und Komponist (* 1910)